# (5490) Burbidge
(5490) Burbidge ist ein Asteroid des Hauptgürtels, der am 24. September 1960 von dem niederländischen Astronomenehepaar Cornelis Johannes van Houten und Ingrid van Houten-Groeneveld entdeckt wurde. Die Entdeckung geschah im Rahmen des Palomar-Leiden-Surveys, bei dem von Tom Gehrels mit dem 120-cm-Oschin-Schmidt-Teleskop des Palomar-Observatoriums (IAU-Code 675) aufgenommene Feldplatten an der Universität Leiden durchmustert wurden.
Der Asteroid wurde nach der US-amerikanischen Astrophysikerin Margaret Burbidge (1919–2020) benannt, die von 1972 bis 1973 die erste weibliche Direktorin der Royal Greenwich Observatory war.